# Kazimierz Plisowski

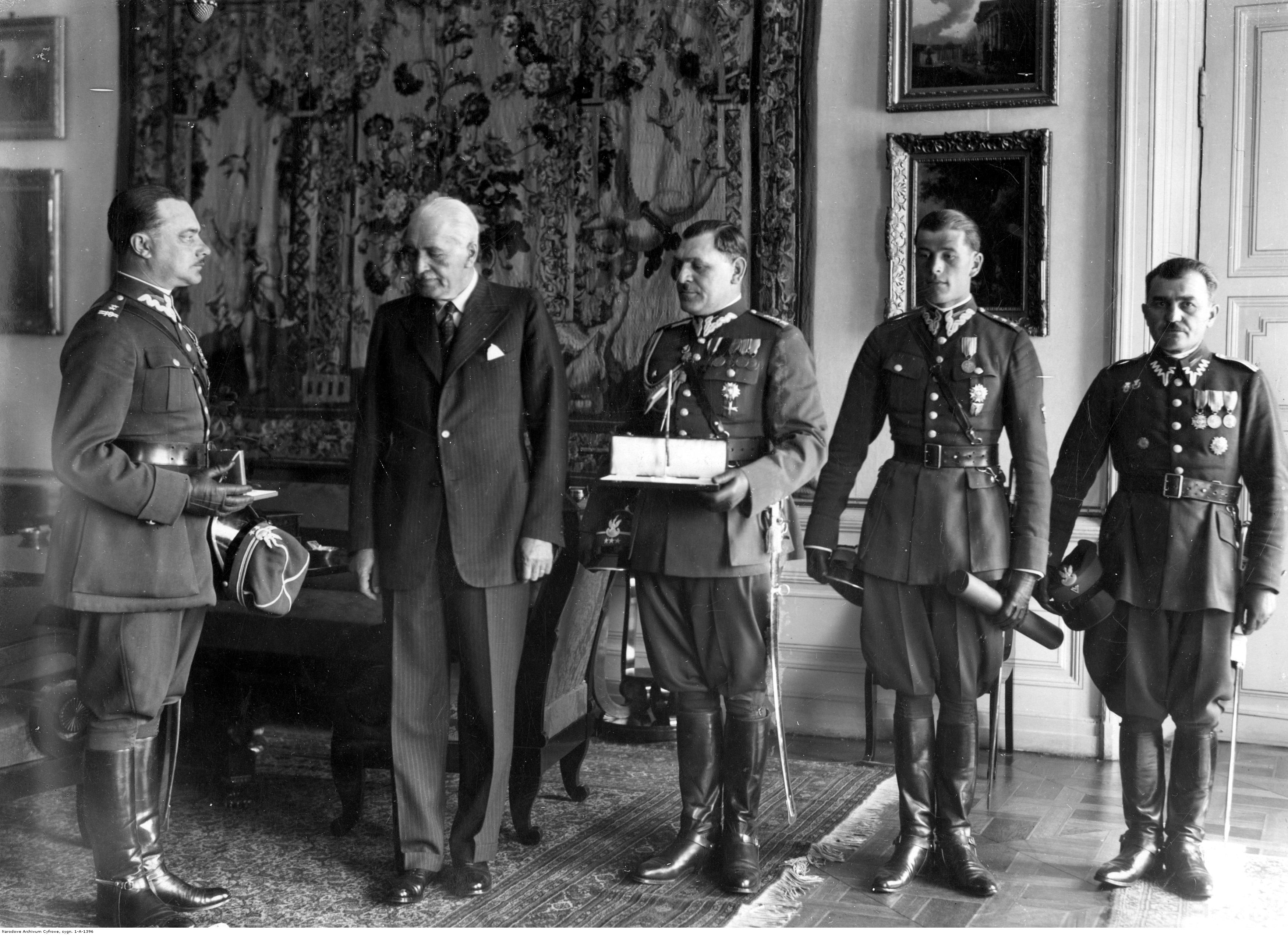
Wręczenie prezydentowi RP Ignacemu Mościckiemu odznaki pułkowej przez delegację 10 psk 18 kwietnia 1934; ppłk Kazimierz Plisowski pierwszy z lewej

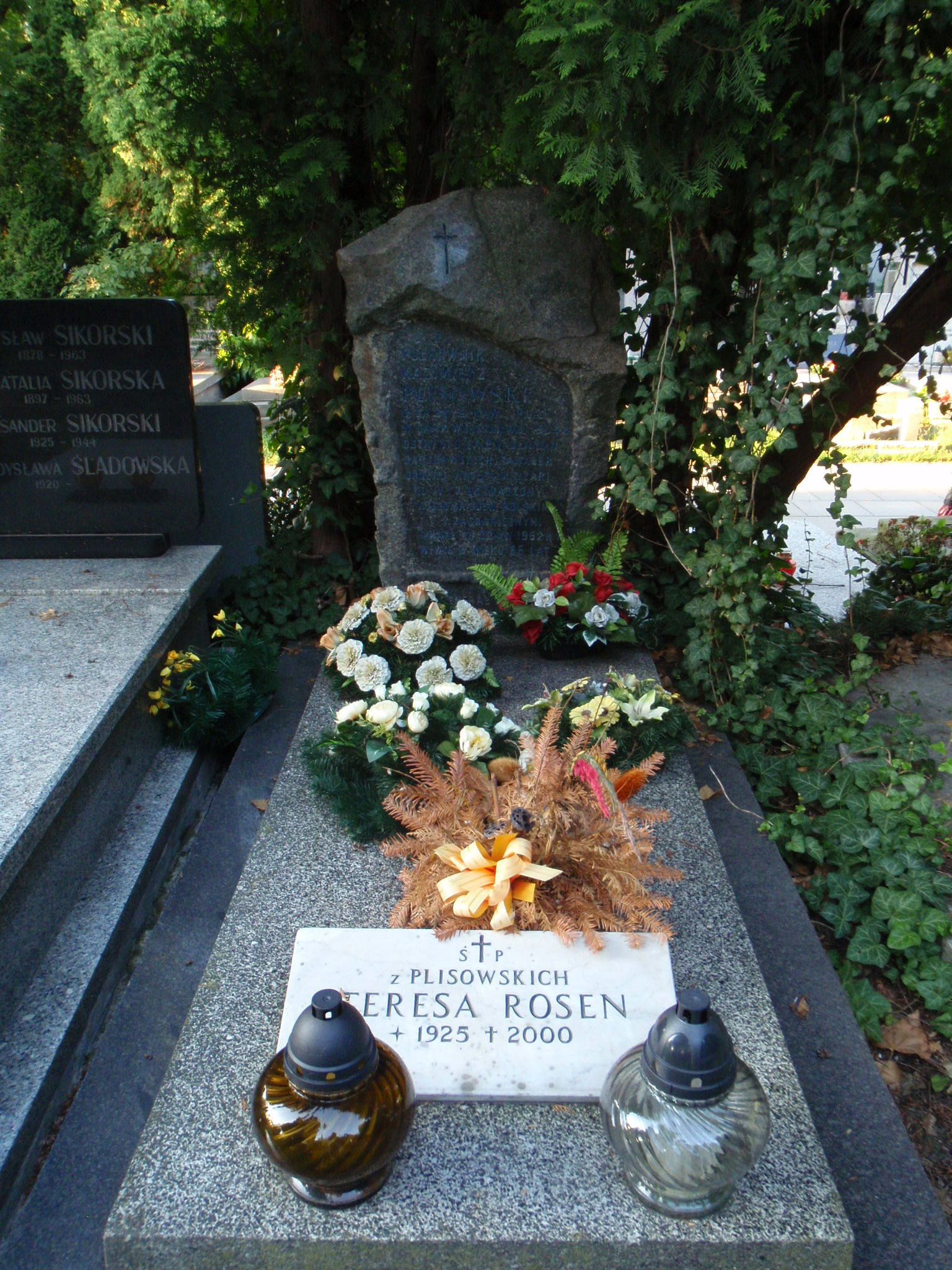
Grób Kazimierza Plisowskiego na Cmentarzu Wojskowym na Powązkach w Warszawie

Kazimierz Plisowski (ur. 11 lutego 1896 w Nowosiółce, zm. 22 grudnia 1962 w Warszawie) – pułkownik kawalerii Wojska Polskiego, działacz niepodległościowy, kawaler Orderu Virtuti Militari.

## Życiorys
Urodził się 11 lutego 1896 we wsi Nowosiółka, w guberni podolskiej, w rodzinie Karola i Marii z Hołubów. Jego starszymi braćmi byli generałowie Konstanty Plisowski i Józef Plisowski. Uczył się w Korpusie Kadetów w Sumach, gdzie uzyskał w maju 1915 roku maturę. Następnie od 1 czerwca 1915 do 1 lutego 1916 kontynuował naukę w Mikołajewskiej Szkole Jazdy w Petersburgu. Następnie od lutego 1916 do 6 grudnia 1917 pełnił służbę w 12 Achtyrskim pułku huzarów.
W grudniu 1917 wszedł w skład polskiego szwadronu jazdy w Odessie, wraz z którym po dotarciu w rejon Bobrujska wszedł w skład 3 pułku ułanów I Korpusu Polskiego. Po kapitulacji I Korpusu Polskiego przedostał się do 4 Dywizji Strzelców Polskich, w której służył od września 1918 roku i wraz z nią wrócił do Polski.
Brał udział w wojnie polsko-ukraińskiej w Galicji Wschodniej, a następnie w wojnie polsko-bolszewickiej dowodząc szwadronem w 14 pułku ułanów. Ranny 1 czerwca 1920 między wsią Antonów, a Pustowarówka w Ukrainie.
Następnie pełnił funkcje: adiutanta dowódcy 14 pułku ułanów (od grudnia 1922 – do sierpnia 1924, dowódcy szwadronu zapasowego pułku (od sierpnia 1924 – do maja 1925), komendanta Szkoły Podchorążych Rezerwy Kawalerii i Podoficerów Zawodowych w DOK VI Lwów (9 maja 1925 – 24 grudnia 1928). W okresie od października do grudnia 1927 ukończył dwumiesięczny kurs w Centralnej Szkole Strzelania w Toruniu. W styczniu 1928 został przeniesiony z 14 puł. do 3 pułku szwoleżerów w Suwałkach na stanowisko kwatermistrza. W lipcu 1929 został przeniesiony do 13 pułku ułanów w Nowej Wilejce na stanowisko zastępcy dowódcy pułku. Od marca do maja 1931 był słuchaczem kursu oficerów sztabowych w Centrum Wyszkolenia Kawalerii w Grudziądzu. Od 10 listopada 1932 do 13 marca 1937 był dowódcą 10 pułku strzelców konnych w Łańcucie. Od 31 marca do 30 lipca 1933 był słuchaczem kursu dowódców w Centrum Wyszkolenia Piechoty w Rembertowie.
13 marca 1937 objął stanowisko dowódcy 2 pułku ułanów i pułkiem tym dowodzi w czasie kampanii wrześniowej do dnia 9 września 1939 roku. Został wtedy dowódcą Suwalskiej Brygady Kawalerii i funkcję tę pełnił do 22 września. Następnie do 6 października dowodził Brygadą Kawalerii „Plis” w składzie Dywizji Kawalerii „Zaza”. Jako dowódca tej brygady brał udział w bitwie pod Kockiem, gdzie 6 października 1939 roku dostał się do niewoli niemieckiej.
W latach 1939–1945 przebywał w Oflag VII A Murnau, gdzie kierował konspiracyjnym Oddziałem III Bezpieczeństwa, który odpowiadał m.in. za jeniecką samoobronę. W kwietniu 1945 roku został uwolniony przez wojska amerykańskie  i otrzymał przydział na stanowisko oficera do zleceń dowódcy Bazy Korpusu gen. Mariana Przewłockiego. Na tym stanowisku pozostawał do 1946, a następnie przystąpił do Polskiego Korpusu Przysposobienia i Rozmieszczenia. Po demobilizacji wyjechał do Wielkiej Brytanii i zamieszkał w Londynie. Był czynnym członkiem Koła Generałów i Pułkowników byłych Dowódców Wielkich Jednostek. Ponadto był prezesem dwóch kół pułkowych: Koła 2. Pułku Ułanów Grochowskich i Koła Ułanów Jazłowieckich. We wrześniu 1962 roku wrócił do Polski, już wtedy był ciężko chory. Zmarł 22 grudnia 1962 roku w Warszawie i został pochowany na Cmentarzu Wojskowym na Powązkach w grobowcu rodzinnym (kwatera B II 30-2-19).
29 kwietnia 1924 we Lwowie ożenił się z Marią Jadwigą (1901–1972), siostrą Tadeusza i Witolda Sulimirskich, z którą miał bliźniaczki urodzone 15 lutego 1925: Teresę primo voto Kobecką, secundo voto Rosen i Wandę, zamężną ze Zbigniewem Turkowskim.

## Awanse
- chorąży (1916)
- podporucznik (1916)[5]
- porucznik (1917)[5]
- rotmistrz (1920)
- major (1924)
- podpułkownik (1931)
- pułkownik (1936)

## Ordery i odznaczenia
- Krzyż Złoty Orderu Wojennego Virtuti Militari nr 126[1][15]
- Krzyż Srebrny Orderu Wojskowego Virtuti Militari nr 2513 (1921)[16]
- Krzyż Niepodległości (20 lipca 1932)[17]
- Krzyż Oficerski Orderu Odrodzenia Polski
- Krzyż Walecznych (czterokrotnie[18]: po raz pierwszy w 1921)[19]
- Złoty Krzyż Zasługi (16 marca 1934)[20]
- Srebrny Krzyż Zasługi (4 marca 1925)[21][18]
- Medal Pamiątkowy za Wojnę 1918–1921[18]
- Medal Dziesięciolecia Odzyskanej Niepodległości[18]
- Odznaka za Rany i Kontuzje[22]
- Medal Zwycięstwa (Médaille Interalliée)[18]